# Intimes Theater

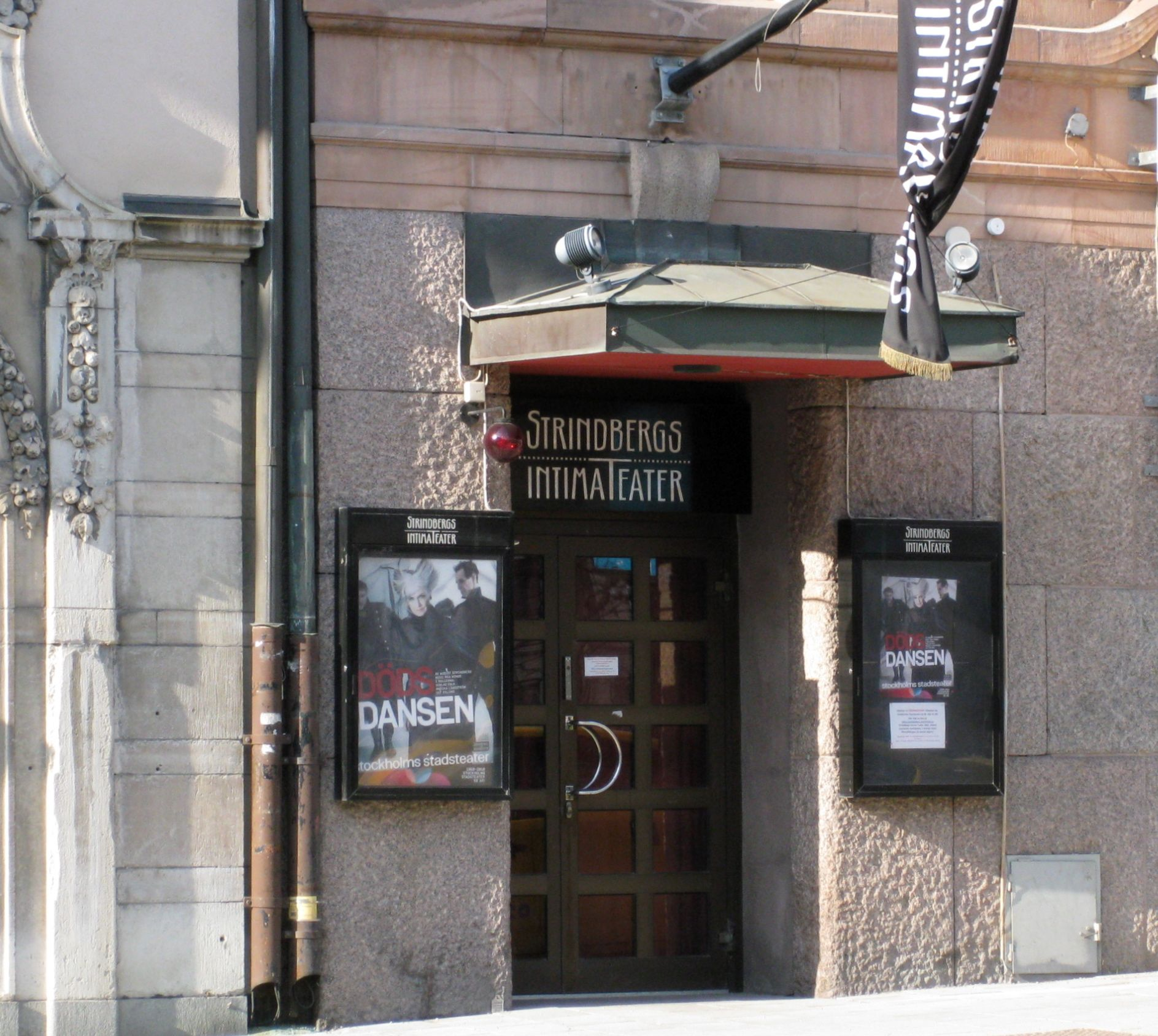
Strindbergs Intima Teater in Stockholm

Intimes Theater (auch Kleines Theater) ist die Bezeichnung für eine Form des Theaters, die sich in einem kleineren  Rahmen an ein Publikum wendet, und dadurch besondere Ausdrucksformen ermöglicht. Das intime Theater ist eine Form des Naturalismus und geht auf Ideen von August Strindberg von 1888 zurück, die sich seit Ende des 19. Jahrhunderts entwickelten.

## Bezeichnung
Die Bezeichnung intim bezieht sich zum einen auf die Theater-Architektur, die durch kleine Bühnen und Zuschauerräume gekennzeichnet ist. Zum anderen wird damit das Repertoire des Theaters bezeichnet, das sich nicht am Massengeschmack orientiert, sondern nur an bestimmte Liebhaber und Kenner richtet. Aufgeführt werden vorwiegend sogenannte Intime Dramen, deren Handlung sich mit innerpsychischen Vorgängen oder privat-familiären Sujets beschäftigt, wobei man dramaturgisch kleine Formen wie Einakter bevorzugt und auf detailgetreue Bühnenbilder verzichtet.
Peter Sprengel erklärte in seiner Geschichte der deutschsprachigen Literatur 1870–1900 die Bezeichnung Intimes Theater wie folgt: «In diesem Begriff, der in Deutschland in der Mitte der 1890er Jahre von Max Halbe und Johannes Schlaf vertreten wird, fließen die von Strindberg und Maeterlinck ausgehenden Anregungen zusammen; es geht um ein Theater der Seele und der kleinen Mittel, der Konzentration und Abstraktion.»

## Eigenschaften
Das Intime Theater erfuhr nach Strindberg Neuerungen in den Bereichen der Dramaturgie, der Figuren und deren Sprache, dem Raum, der Arbeit der Schauspieler sowie den Fragen und Konflikten, die in den aufgeführten Stücken an ein bestimmtes Publikum gerichtet werden sollten. 
Hinsichtlich der Dramaturgie empfand Strindberg den Blick auf das Seelische, der durch die Intimität des Theaters ermöglicht werden sollte, als modern. Seiner Vorstellungen nach, sollten die dargestellten Figuren keinen Typen mehr entspringen, sondern durch vielfältige Motivationen und Charakterzüge als einzigartig ausgezeichnet werden. Die Schauspieler sollten dazu vor allem Mimik als Mittel der Kommunikation dieser nutzen.  Die Körpersprache wurde so zu einem unverzichtbaren Werkzeug. Das lag auch daran, dass die völlig neue, öffentliche Offenbarung der Seele kaum Sprachcodes kannte, um das eigene Innere passend darzustellen.
Bezüglich des Raumes bevorzugte Strindberg einen völlig dunklen Zuschauerraum. Gleichzeitig nutzte er die aufbrandende Elektrizität für Erneuerungen in der Beleuchtung der Bühne.  Er verlangte außerdem, dass sich das Orchester unsichtbar machte, also nicht vom Publikum bemerkt wurde und dass im Intimen Theater Rauch- und Alkoholverbot bestand.
Die intimen Stücke konzentrierten sich auf das Innere ihrer Figuren und verlangte, dass diese sich selbst analysierten. Somit wurde das Ich zum Konflikt und zur eigentlichen Handlung des Stückes, wie zum Beispiel bei der Suche nach dem Selbst. Dabei sollten die Schauspieler auf ihre eigenen Erfahrungen zurückgreifen.

## Geschichte
1888 formulierte August Strindberg seine Ideen eines intimen Theaters im Vorwort zu seinem Drama Fräulein Julie. Nach diesem Vorbild entstanden in den folgenden Jahren einige kleine Theater  in verschiedenen Städten. Das Theater in München, welches nur wenige Jahre nach Strindbergs Verfassen seiner Forderungen entstand, setzte viele dieser bereits durch.
- 1895 Intimes Theater in München, durch Max Halbe
- 1900 Intimes Theater in Nürnberg, durch Emil Meßthaler[6]
- 1902 Kleines Theater in Berlin, durch Max Reinhardt
- 1904–1918 Intimes Theater in Wien, durch Felix Fischer, seit 1905 im Nestroyhof[7]
- 1905 Kammerspiele am Deutschen Theater  in Berlin, durch Max Reinhardt
- 1907 Intima Teater in Stockholm, durch August Strindberg
- 1910–1924 Intimes Theater in Berlin, durch Franz Würfell
- 1945–1950 Intimes Theater in Wien
- 1950–1954 Intimes Theater in Göttingen